# Drymaia

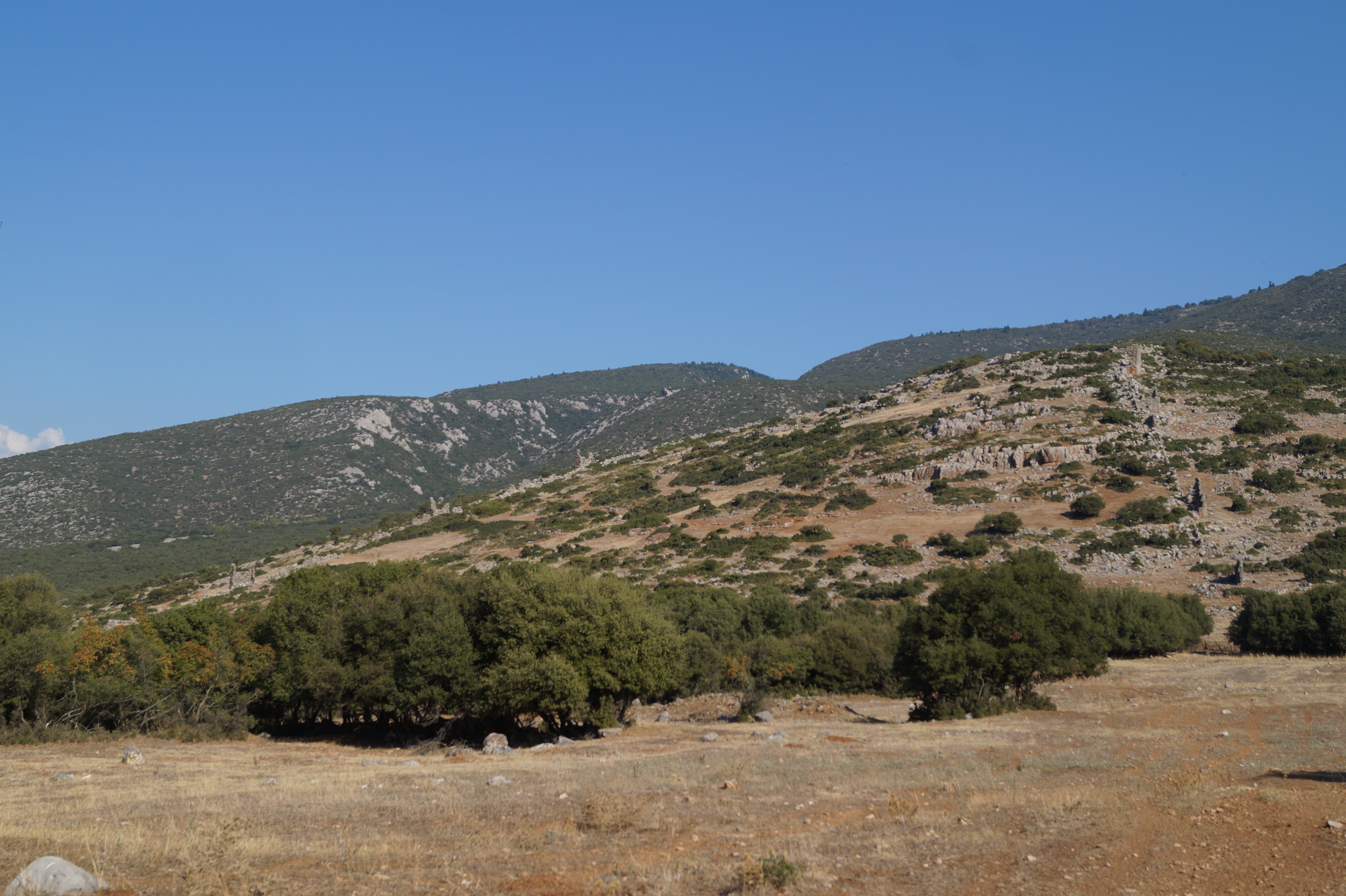
Drymaia, Ansicht von Süden.

Drymaia (griechisch Δρυμαία), auch Drymos (griechisch Δρύμος), Drymus, Drymia (griechisch Δρυμία) oder Drymiae war eine antike griechische Stadt in der Phokis am südlichen Abhang des Kallidromo-Gebirges. Sie war Grenzstadt zwischen Phokis und der epiknemidischen Lokris und kontrollierte die südwestliche Route des Kleisoura-Passes. Titus Livius und Plinius der Ältere zählten die Stadt zu Doris.

## Beschreibung

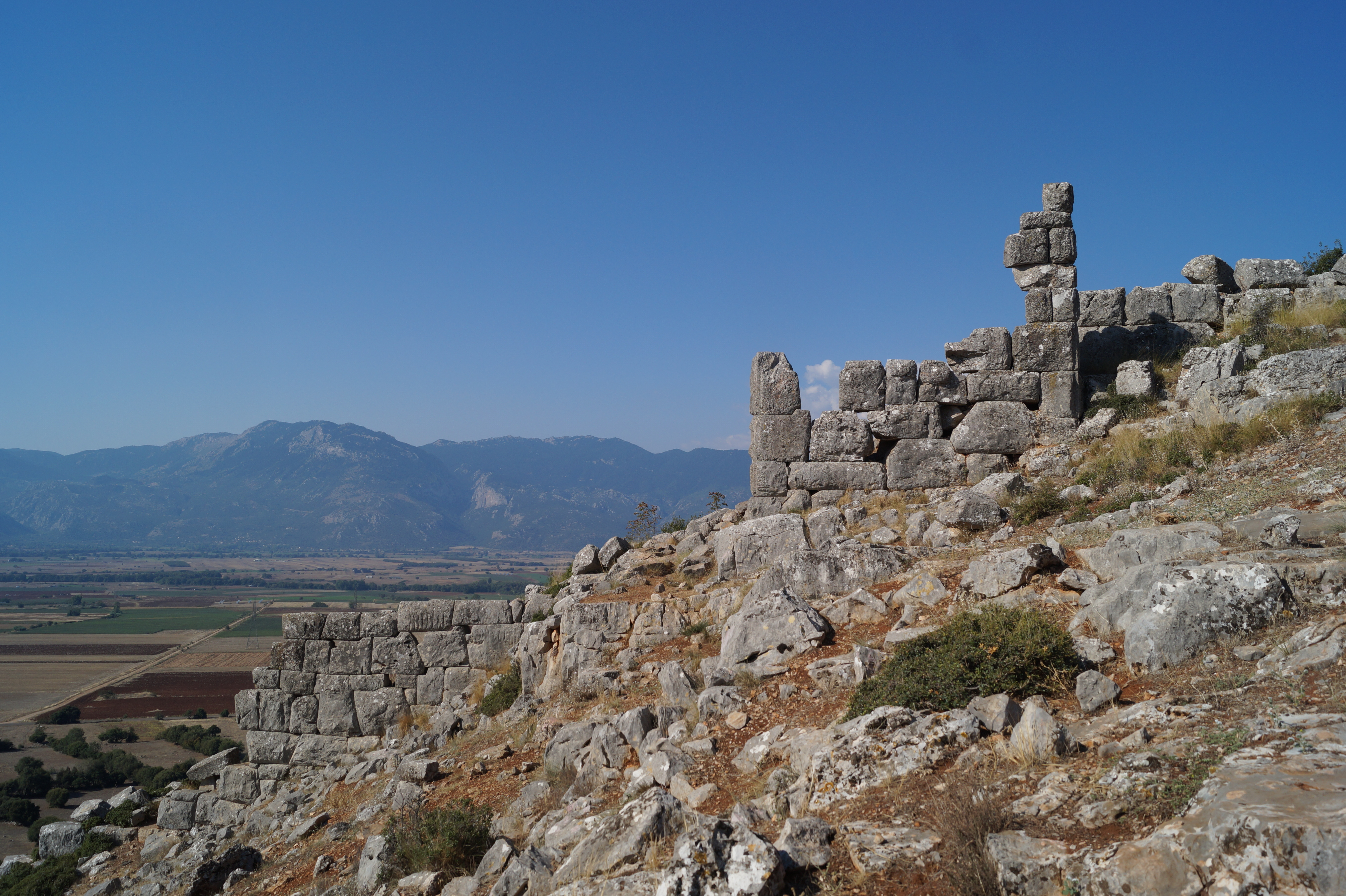
Drymaia, Turm der Ostmauer.

Die Akropolis von Drymaia lag auf dem höchsten Punkt eines Hügels etwa 1,5 km westlich des heutigen Ortes Drymea. Die Stadtmauer bildete etwa ein gleichschenkliges Dreieck und umfasst eine Fläche von etwa 5 ha, wobei vom Gipfel jeweils eine etwa 370 m lange Mauer nach Südwesten und nach Südosten verlief. Die verbindende Quermauer am Fuße des Hügels war etwa 310 m lang. Die heute noch sichtbaren Mauern stammen aus der Zeit des Dritten Heiligen Kriegs (Mitte des 4. Jahrhunderts v. Chr.). Während von der unteren Quermauer kaum noch Spuren erhalten sind, sind die westliche und die östliche Mauer noch gut sichtbar und die Mauern der Türme noch bis zu 8 m hoch erhalten. Reisende des 19. Jahrhunderts sahen an den Türmen noch Löcher, die sie als Schießscharten für Oxybelai interpretierten.
In Drymaia fand man Spuren aus dem Früh-, Mittel- und Späthelladikum und aus der Klassischen, Hellenistischen und römischen Zeit. Funde aus der Archaischen Zeit fehlen. In der Kirche von Drymea sind mehrere antike, beschriftete Steinblöcke verbaut. Darunter befindet sich auch ein Block, der einen Vertrag zwischen Drymaia und Oita trägt.

## Überlieferung
Pausanias berichtet, dass Drymaia 20 Stadien (etwa 4 km) von Tithronion und 35 Stadien (etwa 7 km) von Amphikaia entfernt war. Es gab auch eine andere Route nach Amphikaia von 80 Stadien (etwa 16 km). Der Verlauf dieser Strecke ist jedoch nicht überliefert. Die Stadt soll ursprünglich von Phokos gegründet worden und nach Naubolos Nauboleis genannt worden sein. In der Stadt gab es einen Tempel der Demeter Thesmophoros mit steinernem Kultbild. Ihr zu Ehren feierte man jährlich die Thesmophorien.
480 v. Chr. wurde Drymaia während des zweiten Perserkriegs von Xerxes I. niedergebrannt. 348/7 v. Chr. während des Dritten Heiligen Kriegs wurde die Stadt zerstört und die Einwohner in umliegenden Dörfern angesiedelt. Während des Ersten Makedonisch-Römischen Kriegs wurde Drymaia 208 v. Chr. von Philipp V. erobert.